# Feltiella macgregori
Feltiella macgregori är en tvåvingeart som först beskrevs av Ephraim Porter Felt 1915.  Feltiella macgregori ingår i släktet Feltiella och familjen gallmyggor.
Artens utbredningsområde är South Carolina. Inga underarter finns listade i Catalogue of Life.